# Энгл, Джо Генри
Джо́зеф «Джо» Ге́нри Э́нгл (англ. Joseph «Joe» Henry Engle; 26 августа 1932 — 10 июля 2024) — астронавт НАСА. В рамках проекта X-15 в 1965 году совершил три суборбитальных космических полёта (по стандартам ВВС США) на одноименных самолётах-ракетопланах. В 1977 году участвовал в атмосферных полётах-испытаниях (ALT) аэродинамических качеств шаттлов, летал на Энтерпрайзе. Совершил два космических полёта в качестве командира экипажа на шаттлах: «Колумбия» — STS-2 и «Дискавери» — STS-51I.

## Рождение и образование

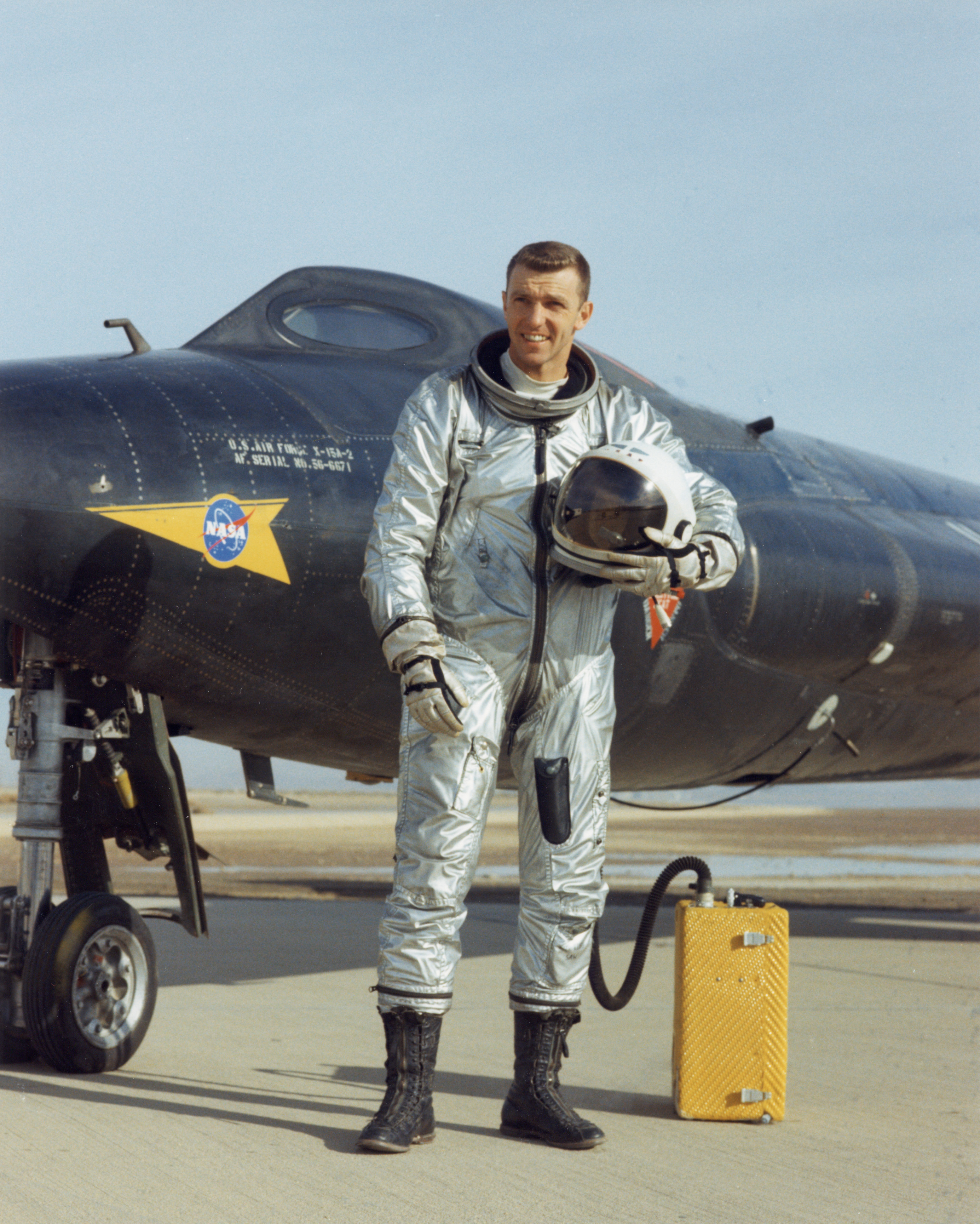
Энгл — пилот X-15.

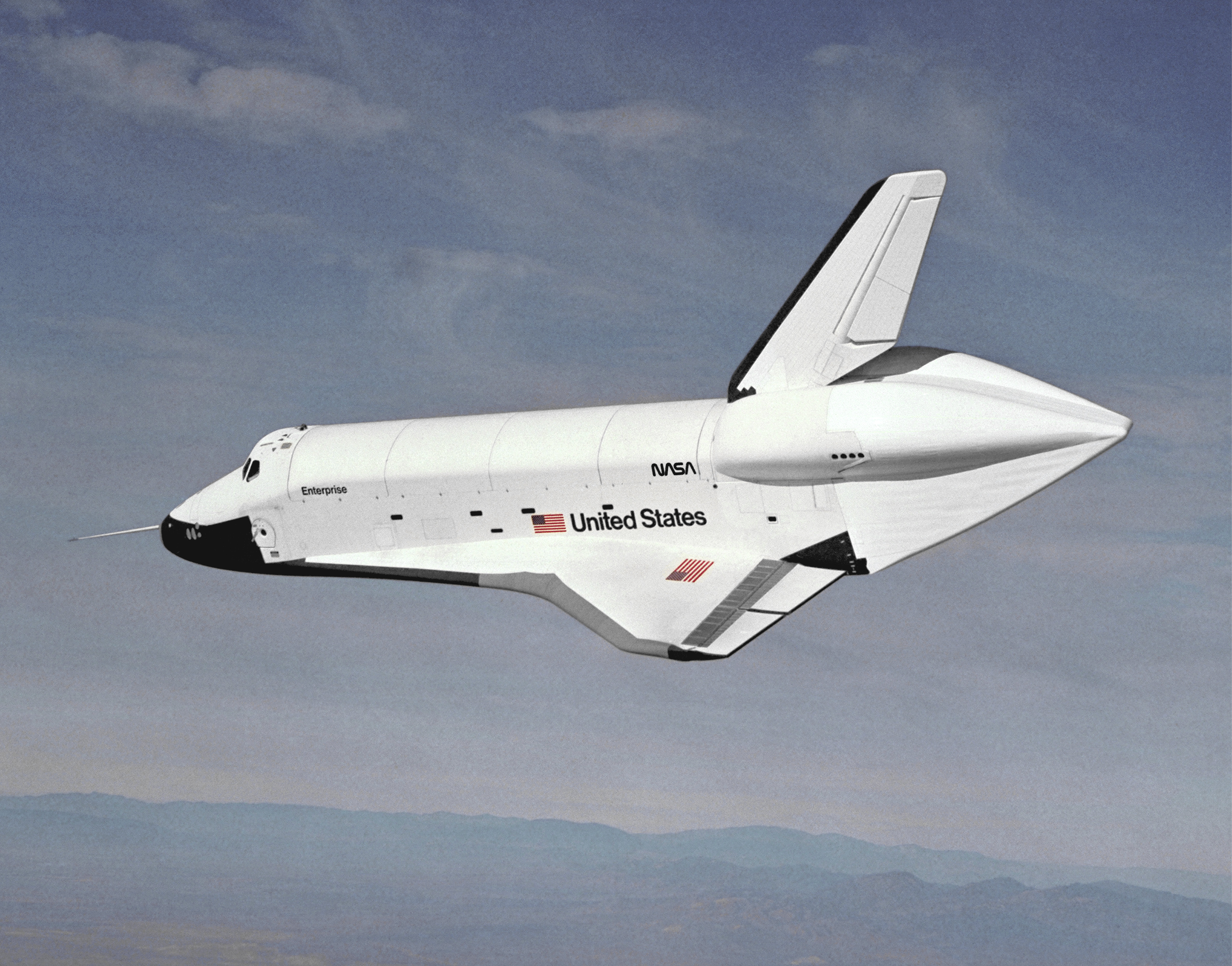
«Энтерпрайз» — испытательный полёт.

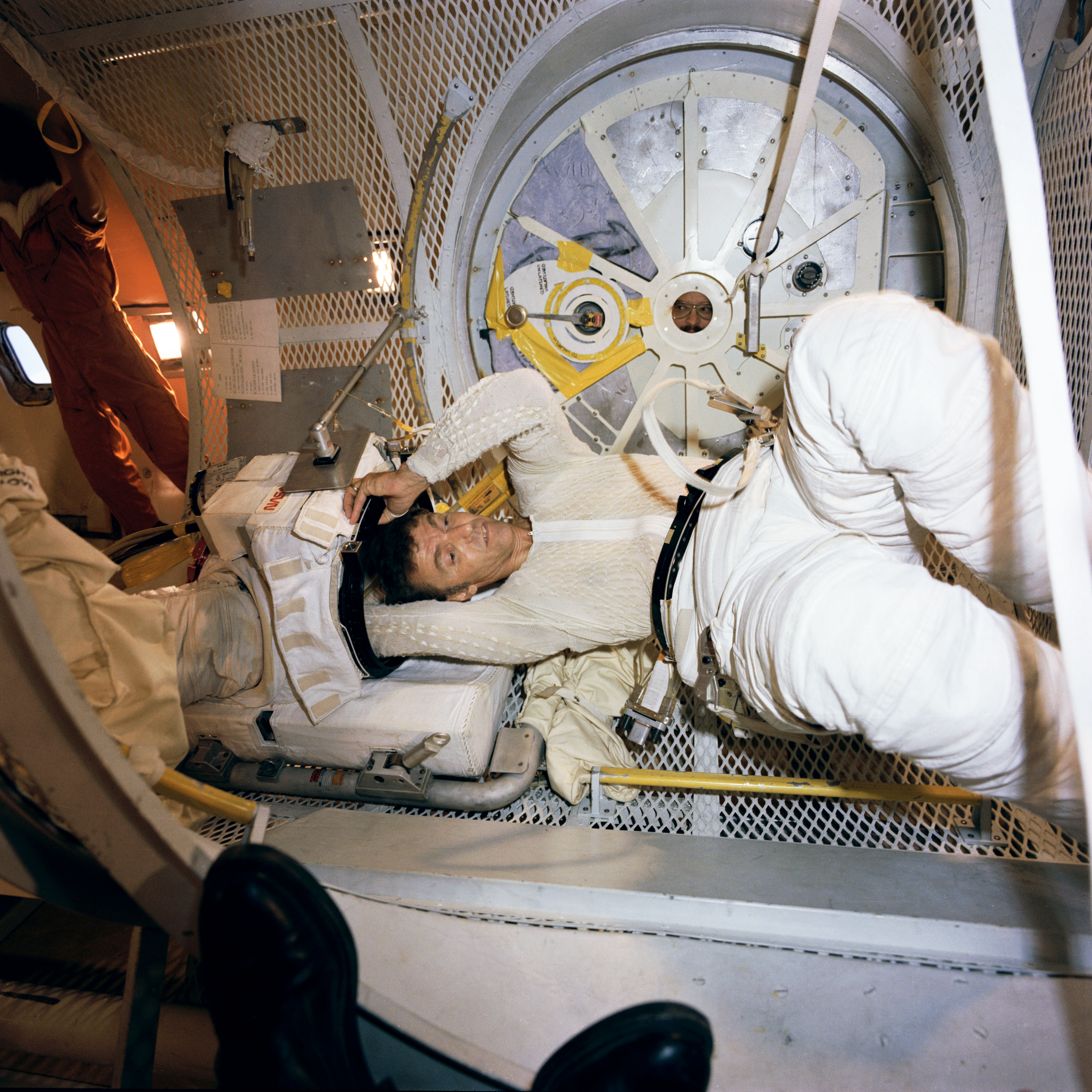
Тренировка со скафандром.

Родился 26 августа 1932 года в городе Абилин в графстве Дикинсон, штат Канзас. Начальную и среднюю школу окончил в городе Чапман в Канзасе, а затем окончил школу старшей ступени округа Дикинсон. В 1955 году окончил Канзасский университет, получив степень бакалавра наук по авиационной технике.
Работал техническим консультантом совместной комиссии Консультативно-экспертного совета Росавиакосмоса — Специальной комиссии консультативного комитета NASA (комиссии Анфимова — Стаффорда). Ныне является президентом компании «Энгл текнолоджик».

## Военная карьера
Во время обучения в университете прошёл подготовку по программе офицеров запаса ВВС США, и по окончании обучения был призван на действительную службу, там он решил стать лётчиком-испытателем. Он все лето летал на самолёте Cessna и хорошо изучил его. В 1957 году начал проходить начальную лётную подготовку и в 1958 году стал военным лётчиком. Был назначен в 474-ю истребительную эскадрилью, летал на F-100, а затем в 309-ю тактическую истребительную эскадрилью на базе ВВС Джордж, в Калифорнии. Командиром другой эскадрильи, базирующейся на этой базе, был легендарный лётчик-испытатель Чак Йегер (в дальнейшем — генерал военно-воздушных сил США), который обратил внимание на Энгла и был впечатлен мастерством и реакцией молодого летчика. И когда Джо Энгл написал заявление с просьбой направить его в школу летчиков-испытателей, именно Йегер дал ему свою рекомендацию. В 1962 году прошел подготовку в Школе лётчиков-испытателей ВВС США на базе ВВС Эдвардс. К этому времени Йегер был уже начальником школы, и, так как он считал Энгла одним из лучших лётчиков-испытателей, он сразу зачислил его в недавно организованную Аэрокосмическую школу пилотов исследователей, которую часто называли «школой военных астронавтов». Аэрокосмическую школу Энгл окончил в 1963 году, и сразу после этого был направлен на работы по программе X-15. В 1965 году (29.06, 10.08 и 14.10) совершил три суборбитальных космических полёта (по стандартам ВВС США — на высоту более 50 миль — 80,5 километров) на ракетоплане X-15. Таким образом стал астронавтом по версии ВВС США и получил нашивку «крылья астронавта». Энгл за время своей лётной карьеры летал на 175 различных типах самолётов, имеет налёт больше чем 15 400 часов, из них 9 000 на реактивных самолётах.

## Космическая подготовка
Первое приближение Энгла к космосу произошло в июне 1963 года, когда он был включён в группу пилотов, проводивших испытательные полёты на самолёте X-15. Первый полёт на Х-15 выполнил 7 октября 1963 года, а всего до своего ухода из группы 14 октября 1965 года выполнил 16 полётов. Максимальная высота была достигнута им в полёте 29 июня 1965 года, и составила 85 527 м. Был зачислен в отряд астронавтов НАСА во время 5-го набора 4 апреля 1966 года. Тем самым стал первым человеком, который был зачислен в отряд астронавтов НАСА, уже имея опыт космических полётов. Первым назначением Энгла в рамках лунной программы США стало включение его в экипаж поддержки Аполлон-10. Затем был включён в дублирующий экипаж корабля Аполлон-14 (1971 год) и в основной экипаж (пилотом лунного модуля) корабля Аполлон-17 (1972 год). Но так как программа полётов на Луну было сокращена, и полёт Аполлон-17 должен был стать последним полётом, Энглу пришлось уступить своё место в корабле учёному-геологу Харрисону Шмитту. Полученный им опыт при полётах на Х-15 в полной мере был востребован при первых испытательных полётах по программе «Спейс шаттл». Так как приёмы и системы управления полётом, которые были разработаны для возвращения в атмосферу Земли и посадки X-15, были впоследствии почти полностью скопированы при создании шаттла, то нет ничего удивительного в том, что именно Энгл, был назначен командиром одного их двух экипажей, проводивших в 1977 году испытательные полёты (Approach and Landing Test) шаттла Энтерпрайз в атмосфере при сбрасывании с самолёта Боинг-747 на высоте в 25000 футов (7 620 м). Энгл совершил три таких испытательных полёта, в том числе два «свободных» полёта. Приобретя опыт атмосферных полётов на шаттле, был назначен командиром дублирующего экипажа первого испытательного полёта шаттла Колумбия STS-1 и командиром основного экипажа второго испытательного полёта — STS-2.

## Космические полёты
- Первый полёт — STS-2[4], шаттл «Колумбия». Это первый полёт, в котором повторно использовался пилотируемый космический корабль и впервые проведено тестирование канадского манипулятора «Канадарм» Стартовал в космос 12 ноября, приземление — 14 ноября 1981 года в качестве командира экипажа. Продолжительность полёта составила 2 суток 06 часов 13 минут. Стал астронавтом НАСА[5].
- Второй полёт — STS-51I[6], шаттл «Дискавери». Вывод на орбиту трёх телекоммуникационных спутников, ремонт спутника SYNCOM IV-3. Полёт — с 27 августа по 3 сентября (7 суток 2 часа 18 минут) 1985 года в качестве командира экипажа[7].

Суммарная продолжительность космических полётов: 9 суток 8 часов 31 минута.

## После полётов
Получил воинское звание капитана ВВС в 1963 году, ушёл в отставку из ВВС США 30 ноября 1986 года в звании полковника, а уже 1 декабря был зачислен в ВВС национальной гвардии штата Канзас и получил чин бригадного генерала.
После того как он оставил ВВС национальной гвардии, Джо Энгл работает консультантом по продаже аэрокосмических и спортивных товаров и продолжает полёты на летательных аппаратах с высокими лётно-техническими характеристиками.
Умер 10 июля 2024 года в возрасте 91 года. Был последним живым пилотом X-15.

## Награды
Награждён: Нашивка астронавта, Премия «Первый полёт» Американского института астронавтики и аэронавтики (1965), Крест лётных заслуг (США) (1964 и 1978), Медаль Министерства обороны «За выдающуюся службу» (США), дважды — Медаль «За космический полёт», Медаль «За исключительные заслуги», Медаль «За выдающуюся службу» (НАСА), Диплом В. М. Комарова Международной авиационной федерации (1981), Золотая медаль Ю. А. Гагарина Международной авиационной федерации (1981), Премия Канзасского университета (1982), Медаль «За выдающиеся заслуги перед Воздушными силами». Его имя внесено в Зал славы американских астронавтов.

## Личная жизнь
Энгл женат на Мэри Кэтрин Лоуренс, имеет двух взрослых детей — сына и дочь. Увлечения: рыбалка и охота, любит пилотировать F-15 и F-16, а также боевые самолёты периода Второй мировой войны.